# Cañón del Capitán Kidd
El cañón del capitán Kidd es un cañón de hierro que fue descubierto en 2007 frente a la costa de la Isla Catalina en la República Dominicana. Se cree que el cañón fue parte de los restos del Cara Merchant, un barco que fue comandado y luego abandonado por el Capitán Kidd en 1699. Es el primer cañón pirata que se ha recuperado del Caribe. Al ser uno de los 26 cañones que han sido encontrados frente a la costa de la Isla Catalina, primero fue llevado a la Escuela de Salud, Educación Física y Recreación de la Universidad de Indiana para su investigación y estudio antes de ser mostrado en la exposición National Geographic: Treasures of the Earth en el Museo de los Niños de Indianápolis en Indianápolis, Indiana.

## Descripción
El cañón está hecho en su totalidad de hierro y pesa unos 680 kilogramos. La boca del cañón tiene un diámetro de 27 centímetros y el ancho del muñón es de 44 centímetros aproximadamente. El diámetro del cascabel es de aproximadamente 39 centímetros y la longitud del cañón en sí es de 209 centímetros. Hasta su recuperación del océano, el cañón tenía coral incrustado y el agua salada provocó su oxidación y deterioro.

## Restauración y conservación
El cañón fue encontrado a unos 21 metros mar adentro de las costas de la Isla Catalina, en la República Dominicana. El cañón se hallaba a sólo 3 metros por debajo del agua. Después de ser extraído, el cañón fue transportado a la Universidad de Indiana para ser estudiado. Investigaciones llevadas a cabo sobre el coral incrustado en el cañón, permitieron a los científicos comprender mejor el naufragio del Cara Merchant en 1699. Se cree que el barco, una vez abandonado por el Capitán Kidd, fue saqueado, dejado a la deriva e incendiado a lo largo del Río Dulce. Un laboratorio de ciencia submarina efectuó tratamientos electrolíticos de conservación sobre el cañón para remover la sal acumulada tras años de encontrarse sumergido en el océano. La Universidad de Indiana construyó un molde del cañón y produjo réplicas exactas que fueron enviadas a la República Dominicana para su exhibición en las costas cercanas al lugar en que sucedió el naufragio. El cañón siguió bajo un tratamiento de conservación electrolítica cuando llegó al Museo de los Niños de Indianápolis para luego ser mostrado en la exposición National Geographic: Treasures of the Earth. Luego del descubrimiento del cañón, la Universidad de Indiana convirtió al lugar en un museo submarino, denominándolo "Museo Viviente del Mar".
El cañón, las anclas y los restos del Cara Merchant fueron descubiertos por primera vez por un hombre local que reportó lo que había encontrado al gobierno de la República Dominicana. El gobierno pidió a Charles Beeker —quien ha estado llevando a cabo investigaciones en la República Dominicana por aproximadamente 20 años— y a su equipo de investigación en la Universidad de Indiana que investigaran y examinaran los restos. Beeker, director de la Oficina de Ciencia Submarina en la Universidad de Indiana, recibió la autorización de llevar el cañón a su laboratorio por 5 años para su observación y conservación.